# Паньшин, Игорь Владимирович
Паньшин Игорь Владимирович (род. 19 марта 1963, Горький, РСФСР, СССР) – российский государственный деятель, генерал-полковник внутренней службы (11.06.2014). Кандидат военных наук.

## Биография
Окончил среднюю школу и в 1982 году — Сормовский машиностроительный техникум.
С октября 1982 года служил в частях Государственного пожарного надзора МВД СССР.
В 1985 году окончил Ивановское пожарно-техническое училище МВД СССР, член КПСС.
С июня 1985 года служил начальником караула 30-й военизированной пожарной части 38-го главного управления пожарной охраны МВД СССР, но уже в августе 1986 года опять был направлен на учёбу. Будучи курсантом, в составе сводного отряда участвовал в ликвидации последствий Спитакского землетрясения (Спитак, Ленинакан).
В 1990 году окончил Высшую инженерную пожарно-техническую школу МВД СССР в Москве. С августа 1990 года — заместитель начальника 24-й военизированной пожарной части, с апреля 1992 – начальник отряда ВПЧ управления пожарной охраны 38 СПАСР МВД России, с апреля 1993 года – начальник 11-го отряда военизированной пожарной охраны ПАСР УВД Нижегородской области.
С июля 1994 года проходил службу в Управлении Государственной пожарной службы  УВД Нижегородской области: заместитель начальника отдела пожарной и аварийно-спасательной техники, с сентября 1997 – заместитель начальника управления — начальник отдела пожарной техники, с июня 2000 – заместитель начальника Управления, с марта 2002 – начальник Управления Государственной пожарной службы ГУВД Нижегородской области. В июле 2002 года Государственная пожарная служба была передана из МВД в состав МЧС России, в том же месяце И. В. Паньшин был назначен заместителем начальника Главного управления по делам гражданской обороны и чрезвычайным ситуациям Нижегородской области – начальник Управления Государственной пожарной службы.
С июня по ноябрь 2003 года – заместитель министра по подготовке и обучению кадров Министерства чрезвычайных ситуаций Республики Башкортостан. С ноября 2003 года - начальник Главного управления МЧС России по Нижегородской области. В 2004 году также окончил Высшие академические курсы при Военной академии Генерального штаба Вооружённых Сил Российской Федерации, а в 2014 году — Международный юридический институт. Кандидат военных наук (2005).
С октября 2008 года – начальник Приволжского регионального центра МЧС России. В июне 2012 года был уволен с военной службы, при этом переназначен начальником Приволжского регионального центра МЧС России. В 2015—2016 годах подвергался давлению со стороны министра МЧС России В. А. Пучкова, по суду добился отмены наложенных на него министром дисциплинарных взысканий в январе 2017 года. Но уже в феврале 2017 года был освобождён от занимаемой должности.
Практически сразу же, в марте 2017 года был назначен заместителем полномочного представителя Президента России в Приволжском федеральном округе.
Генерал-майор внутренней службы (2004). Генерал-лейтенант внутренней службы (9.06.2012). Генерал-полковник внутренней службы (11.06.2014). Действительный государственный советник Российской Федерации 2 класса (1.09.2017).
С 24 августа 2018 года по 7 сентября 2018 года являлся исполняющим обязанности Полномочного представителя Президента Российской Федерации в Приволжском федеральном округе.
Является сопредседателем Попечительского совета Бюджетного общеобразовательного учреждения Чувашской Республики «Чувашский кадетский корпус Приволжского федерального округа имени Героя Советского Союза А. В. Кочетова»

## Награды
- орден Мужества (1998, за смелость и мужество, проявленные при тушении пожара на территории воинской части в Дзержинске)[8]
- медаль ордена «За заслуги перед Отечеством» 1-й степени (2007)
- медаль ордена «За заслуги перед Отечеством» 2-й степени (1997, за спасение людей и ликвидацию пожара в здании общежития Сормовского района)[8]
- Медаль «За отвагу на пожаре» (МЧС)[9]